# Чирково (Ульяновская область)
Чирково — село в составе Хмелёвского сельского поселения Сурского района Ульяновской области.

## География
Село расположено в берегах реки Большая Сарка. До областного центра г. Ульяновска - 150 км., до районного центра р.п. Сурское - 25 км.

## История
Согласно местному толкованию, происхождение села следующее: в 1663 году, на возвышенности, на лобном месте, был построен большой дом помещику, фамилия которого была Чирков. Потом начали строить дома для крестьян. Сначала было построено около 40 домов. Постепенно село строилось, но больше 167 домов не было. Все дома и надворные постройки были в основном покрыты соломой. Самое большое количество жителей села Чирково насчитывало 585 человек. Село разделялось рекой Большая Сарка на две части и обе они назывались "Заречка".
Храм деревянный, холодный, построен прихожанами в 1743 г., а в 1856 г. по причине обвала берега р. Сарки перенесен на настоящее место. Престол в нём во имя Архистратига Божия Михаила.
В 1780 году, при создании Симбирского наместничества, село Архангельское Чирково тож, помещичьих крестьян, вошло в состав Алатырского уезда.
В 1859 году село Чирково во 2-м стане  Алатырского уезда Симбирской губернии.
Интересна история названия улиц. "Капуновка" названа в честь не очень богатого человека по имени Капун. "Матвеевщина" - так называлась улица, жители которой носили фамилию Матвеевы. "Задуваловка" - небольшая улица с маленькими низенькими домами, которые зимой во время метели задувало по самые крыши. Названия этих улиц сохранились и до нашего времени.
Ниже по течению реки Б. Сарка, на расстоянии 1 км, располагалась деревня Ширшовка, она была основана несколько позднее села Чирково. Крестьяне этого села также работали у помещика Чиркова. Наибольшее количество домов было 95 с населением 305 человек.
По состоянию на 01.01.1993 г. в селе Чирково проживало 225 человек, домов - 112. Деревня Ширшовка распалась в 1962 году, жители разъехались, а некоторые переехали на постоянное место жительства в Чирково.
Из истории села Чирково известен любопытный обычай: при женитьбе молодые прямо из церкви направлялись в дом помещика, невеста оставалась в доме не менее 3-х дней, потом уходила к жениху.
Помещик Чирков, по указанию барыни, был удушен крестьянами.
Село Чирково было селом владельческим. Владелец, граф Рибопьер проживал в Петербурге.
Церковь в селе была построена на народные деньги в начале XIX столетия. В 1928 году, во время пожара, она сгорела и после этого были молебные дома. первый такой дом был расположен в частном доме старых дев Кожиных. Во время пожара в 1955 году молебный дом сгорел. Второй молебный дом размещался в частном доме единоличницы Лоцмановой Екатерины Кузьминичны. В 1978 году из-за её смерти молебный дом перестал функционировать.
Преобладающая национальность жителей села - русские, меньший процент составляют мордва и чуваши.
Наиболее распространены фамилии: Антоновы, Смолины, Земсковы, Аракчеевы, Мишины

## Административное положение
До революции село Чирково было волостью. Сельский Совет образован в 1920 году. Комсомольская ячейка в Чиркове образовалась в 1924 году. Количество дворов до образования  колхоза было 167. По годам: 1941 г. - 158 дворов; 1951 г. - 147 дворов; 1961 г. - 129 дворов; 1972 г. - 116 дворов; 1981 г. - 104 двора; 1991 г. - 109 дворов.
Первым председателем Совета была Курепина Евдокия Семеновна, потом работал Катенков А.М., с 1964 по 1968 гг. - Мозенков В.И., с 1968 по 1981 гг - Абрашин Н.И., с 1981 работает Осипов В.С. (с 1994 года - Глава администрации).

## Стихийные бедствия
В 1914 году был сильный пожар. Огнём была уничтожена почти половина села. Сильные пожары были также в 1952 году - сгорело 30 домов и в 1955 году - сгорело 24 дома. В 1995 году был сильный ураган. Нанесен большой ущерб. Многие жилые дома остались без кровли.

## Великая Отечественная война
Во время Великой Отечественной войны погибло 106 человек уроженцев с. Чирково. Из деревни Ширшовка не вернулось с фронта 65 человек. Многие пришли с войны инвалидами.По состоянию на 01.01.1993 г. в живых участников войны осталось 15 человек, на 01.01.1999 г. - 7 человек, на 01.01.2000 г. - 5 человек.

## Хозяйство
В 1930 году в с. Чирково был организован колхоз "Сталинец". На первых порах в колхоз вступили всего 40 хозяйств, но уже к концу 1931 года вступили почти все. Прошло раскулачивание зажиточных крестьян, которых считали кулаками. Всего было раскулачено 5 хозяйств.
В 1951 году произошло объединение колхоза "Сталинец" с колхозом "Трудовик" (Ширшовка) и было дано общее название "Сталинец". В течение 9 лет этот колхоз считался в районе на неплохом счету. В колхозе был крупнорогатый скот, свиньи, лошади, овцы. Была также птицеферма и пчелы. Все планы выполнялись.
В конце 1959 года вновь было произведено объединение. Объединились 4 колхоза: Ленина (Шеевщино), "Ульяновец" (Хмелевка), "Кирова" (Сыреси), "Сталинец" (Чирково). Название колхозу дали "им. Ленина" с центральной усадьбой в селе Хмелевка. Таким составом работники нового колхоза трудились почти 30 лет. Строительство велось в основном в центральной усадьбе.
В апреле 1987 года произошло разъединение хозяйств на два колхоза: "Ульяновец" (Хмелевка, Сыреси) и колхоз им. Ленина (Шеевщино, Чирково) с центральной усадьбой в с. Шеевщино.
В 1930 г. первым председателем был избран Халахин Кузьма Иванович.
1931 г. - Павлюков Василий Дмитриевич.
1932-1935 гг. - Заваляев Федор Семенович.
1935-1937 гг. - Давыдов Иван Степанович.
1937-1938 гг. - Павлычев Федор Александрович.
1939-1941 гг. - Павлычев Иван Андреевич.
1942-1943 гг. - Егоров Петр Андреевич.
1943-1944 гг. - Свинцов Николай Петрович.
1945-1947 гг. - Белов Федор Иванович.
1947-1954 гг. - Сыромятников Виктор Алексеевич.
1954-1959 гг. - Доронин Виктор Егорович.
1959-1976 гг. - Келин Иван Сергеевич.
1976-1984 гг. - Трофимов Анатолий Иванович.
1984-1987 гг. - Прибылов Иван Александрович.
1987 г. - по настоящее время - Умнягин Сергей Петрович
В 1992 году колхоз преобразован в товарищество им. Ленина.
За период с 1987 по 1992 гг. в с. Чирково было построено:
- Зерносклад из блоков;
- Склад химических удобрений;
- Зерносклад арочный;
- 10 квартир.

Отремонтированы все животноводческие помещения, сделан капитальный ремонт школы, куда был переведен медицинский пункт, а также открыта библиотека и комплексный пункт бытового обслуживания населения. В это же время произведен капитальный ремонт клуба, было также приобретено большое количество техники.
Начиная с 1993 года строительство прекращено из-за недостатка денежных средств.

## Предприятия
В 1958 году на берегу р. Сарка был построен сепараторный пункт по приему молока. В 1988 году он был закрыт из-за аварийного состояния и молоко стали возить в Сурский маслосырзавод.

## Пути сообщения
Раньше сообщение было тягловогужевое. У частников были быки, лошади, коровы, которые и являлись средством передвижения.
В старину от с. Чирково начинали свой путь в Москву, а дорогу эту называли "Московской". В 1967 году была построена асфальтированная дорога республиканского значения.
В старину по селу была проложена дорога из бутового камня. По преданию, дорогу эту делали пленные австрийцы. В настоящее время её уже почти нет.
Раньше связь была конная. Всадники привозили почту и передавали её в соседние села. В настоящее время связь телефонная.
Радио было проведено в 1958 году, а электроснабжение дано в 1967 году.

## Торговля
До революции в селе были частные лавки. По рассказам старожилов - их было две. Кроме этого, из других сел приезжали люди на лошадях и также торговали. В Ждамирово по воскресеньям проходили базары и жители с. Чирково ездили туда для купли-продажи чего-либо.
В 1914 году частная лавка была у Мишиной Марии Петровны.
Первый государственный магазин появился в 1928 году, он располагался в доме раскулаченного Котенкова Михаила Яковлевича.
В 1960 году было построено новое кирпичное здание на берегу р. Сарки.

## Здравоохранение
Первый медицинский пункт находился в частном доме Пеновых. На первом этаже жили хозяева, а на втором располагался медицинский пункт. Первым мед. работником был Лядов Юрий, затем Кощеева Валентина, Киреева Валентина, Мазенкова Анна, Плетнева Зинаида, Павлычева Тамара, Баннова Мария, Алексеева Людмила, Алексеева Ольга.
В дальнейшем под медицинский пункт было отдано помещение избы-читальни, а в 1988 году часть школы.

## Учреждения культуры
Изба-читальня была открыта в 1938 году, где раз в неделю демонстрировалось сначала немое, в затем звуковое кино. Из клуба молодежь шла на берега речки, где пели и плясали. Это летом, а зимой они шли по кельям, которых в Чиркове насчитывалось 10 штук. Библиотека в селе была открыта в 1989 году, а до этого жители села обслуживались библиотекарем с. Сыреси. Первым библиотекарем в Чирковской библиотеке был Абрашин Н.И.

## Праздники
Престольными праздниками в селе Чирково считается 2 праздника: "Неопалимая Купина" и "Михайлов день". По преданию Купина был продан мужиками за варенье самогона в Княжуху и с тех пор в первой половине села престольный праздник именно "Неопалимая Купина".
"Михайлов день" отмечался 21 ноября. Праздник отмечало буквально все село.
В настоящее время праздник почти не отмечается.

## Народное образование
До революции 1917 года школы крестьянской в Чиркове не было. Была полная безграмотность. Появился ликбез. Обучали уже взрослых, чтобы хоть как-то они могли читать и писать. В 1933 году под школу был отдан дом раскулаченного крестьянина Сыромятникова Дмитрия Ивановича, но в 1938 году этот дом сгорел и перед властью встал вопрос строительства новой школы. В 1939 году на средства колхоза и жителей села была построена новая начальная школа, которая работала до 1992 года. Осенью 1992 года была закрыта ввиду отсутствия детей школьного возраста.
В памяти сельчан остались имена учителей, которые обучали детей в разное время: Катков В.Н., Серова В.И., Левченко Ю.П., Лапшин Е.С., Лапшина Е.Д., Агапова А.А., Морозова А.С., Емелина К.Д., Котенкова А.А., Сидорова В.С., Бадаева В.Ф., Занина, Р.М.
В 1997 году по настоятельной просьбе жителей села школа вновь была открыта с контингентом учащихся 12 человек.
Учительствовали: Ганина Мария Михайловна, Морозова Ольга Валентиновна, Керимова Ирина Михайловна.